# Фотоіндукована хемілюмінесценція
Фотоіндукована хемілюмінесценція (англ. photoinduced chemiluminescence, рос. фотоиндуцированная хемилюминесценция) — хемілюмінесценція, що є результатом постадсорбції молекул на попередньо освітленій поверхні, така адсорбція на електронозбуджених центрах стимулює люмінесцентне випромінювання в твердих тілах. 